# 자이르 에두아르두 브리투 다 시우바
자이르 에두아르두 브리투 다 시우바(포르투갈어: Jair Eduardo Britto da Silva, 1988년 6월 10일 ~ )는 자이르(Jair)로 불리는 브라질의 축구 선수로, 포지션은 공격수이다. K리그시절 등록명은 자일이었다.

## 클럽 경력
고국 브라질에서 활약하던 2011년 제주 유나이티드의 러브콜을 받고 K리그 무대에 처음 모습을 드러내었으나 적응에 어려움을 겪다 시즌 중반 돌연 팀을 무단 이탈하였다. 하지만 시즌 종료 후 2012년 초 다시 제주 유나이티드로 복귀하였고 자일의 잠재성을 높이 산 제주 구단도 징계 없이 복귀를 받아들였다. 이후 산토스와 함께 좋은 콤비 플레이를 펼치며 제주의 공격을 이끌었다. 2시즌 간 리그 55경기에 출전하여 20골을 기록하였다.
2013년 1월 제프 유나이티드로 이적하였으나 기대만큼의 활약을 펼치지 못하였고, 에미리트 클럽과 가시마 앤틀러스에서의 임대 생활을 거쳐 2014 시즌 종료와 함께 팀을 떠났다. 이후 고국 리그로 복귀하였다가 2016년 아랍에미리트 2부 리그의 하타 클럽에 입단하며 다시 아시아 무대로 돌아왔다.
2016년 6월 전남 드래곤즈 이적을 확정지으며 K리그로 복귀하였다. 전남 복귀 이후 매 경기 좋은 활약을 보이며 강등권에 놓여져있던 팀의 분위기를 완전히 바꿔놓았다. 그 결과 팀은 사상 최초로 상위 스플릿에 진출했다.
2018시즌을 앞두고 옌볜 푸더로 이적했다.
2018년 여름 이적시장에서 A리그의 뉴캐슬 제츠로 이적했다.